# Thais voetbalelftal (mannen)
Het Thais voetbalelftal is een team van voetballers dat Thailand vertegenwoordigt bij internationale wedstrijden en competities, zoals de kwalificatiewedstrijden voor het Wereldkampioenschap voetbal, de Azië Cup en de Zuidoost-Azië Cup.
Thailands hoogste notering op de FIFA-wereldranglijst was de 43e plaats in september 1998, hun laagste notering was de 152e plaats in november 2012. Ze konden zich nog nooit plaatsen voor een WK-eindronde, ook op de Azië Cup hebben ze nog geen succes geboekt. Thailand was een van de vier gastlanden van de Azië Cup 2007. Tijdens het toernooi speelde het alle groepswedstrijden in eigen land. Tot de laatste wedstrijd had het goede kansen om naar de tweede ronde door te gaan, maar door te verliezen van Australië eindigde het op de derde plaats met evenveel punten als Australië. Als gevolg van dat onderling resultaat, ging Thailand niet door naar de kwartfinale.

## Deelnames aan internationale toernooien

### Wereldkampioenschap
| Wereldkampioenschap voetbal overzicht | Wereldkampioenschap voetbal overzicht | Wereldkampioenschap voetbal overzicht | Wereldkampioenschap voetbal overzicht | Wereldkampioenschap voetbal overzicht | Wereldkampioenschap voetbal overzicht | Wereldkampioenschap voetbal overzicht | Wereldkampioenschap voetbal overzicht | Wereldkampioenschap voetbal overzicht |
| Jaar                                  | Ronde                                 | Wed.                                  | W                                     | G                                     | V                                     | DV                                    | DT                                    |                                       |
| ------------------------------------- | ------------------------------------- | ------------------------------------- | ------------------------------------- | ------------------------------------- | ------------------------------------- | ------------------------------------- | ------------------------------------- | ------------------------------------- |
| 1974                                  | Niet gekwalificeerd                   | Niet gekwalificeerd                   | Niet gekwalificeerd                   | Niet gekwalificeerd                   | Niet gekwalificeerd                   | Niet gekwalificeerd                   | Niet gekwalificeerd                   |                                       |
| 1978                                  | Niet gekwalificeerd                   | Niet gekwalificeerd                   | Niet gekwalificeerd                   | Niet gekwalificeerd                   | Niet gekwalificeerd                   | Niet gekwalificeerd                   | Niet gekwalificeerd                   |                                       |
| 1982                                  | Niet gekwalificeerd                   | Niet gekwalificeerd                   | Niet gekwalificeerd                   | Niet gekwalificeerd                   | Niet gekwalificeerd                   | Niet gekwalificeerd                   | Niet gekwalificeerd                   |                                       |
| 1986                                  | Niet gekwalificeerd                   | Niet gekwalificeerd                   | Niet gekwalificeerd                   | Niet gekwalificeerd                   | Niet gekwalificeerd                   | Niet gekwalificeerd                   | Niet gekwalificeerd                   |                                       |
| 1990                                  | Niet gekwalificeerd                   | Niet gekwalificeerd                   | Niet gekwalificeerd                   | Niet gekwalificeerd                   | Niet gekwalificeerd                   | Niet gekwalificeerd                   | Niet gekwalificeerd                   |                                       |
| 1994                                  | Niet gekwalificeerd                   | Niet gekwalificeerd                   | Niet gekwalificeerd                   | Niet gekwalificeerd                   | Niet gekwalificeerd                   | Niet gekwalificeerd                   | Niet gekwalificeerd                   |                                       |
| 1998                                  | Niet gekwalificeerd                   | Niet gekwalificeerd                   | Niet gekwalificeerd                   | Niet gekwalificeerd                   | Niet gekwalificeerd                   | Niet gekwalificeerd                   | Niet gekwalificeerd                   |                                       |
| 2002                                  | Niet gekwalificeerd                   | Niet gekwalificeerd                   | Niet gekwalificeerd                   | Niet gekwalificeerd                   | Niet gekwalificeerd                   | Niet gekwalificeerd                   | Niet gekwalificeerd                   |                                       |
| 2006                                  | Niet gekwalificeerd                   | Niet gekwalificeerd                   | Niet gekwalificeerd                   | Niet gekwalificeerd                   | Niet gekwalificeerd                   | Niet gekwalificeerd                   | Niet gekwalificeerd                   |                                       |
| 2010                                  | Niet gekwalificeerd                   | Niet gekwalificeerd                   | Niet gekwalificeerd                   | Niet gekwalificeerd                   | Niet gekwalificeerd                   | Niet gekwalificeerd                   | Niet gekwalificeerd                   |                                       |
| 2014                                  | Niet gekwalificeerd                   | Niet gekwalificeerd                   | Niet gekwalificeerd                   | Niet gekwalificeerd                   | Niet gekwalificeerd                   | Niet gekwalificeerd                   | Niet gekwalificeerd                   |                                       |
| 2018                                  | Niet gekwalificeerd                   | Niet gekwalificeerd                   | Niet gekwalificeerd                   | Niet gekwalificeerd                   | Niet gekwalificeerd                   | Niet gekwalificeerd                   | Niet gekwalificeerd                   |                                       |
| 2022                                  | Niet gekwalificeerd                   | Niet gekwalificeerd                   | Niet gekwalificeerd                   | Niet gekwalificeerd                   | Niet gekwalificeerd                   | Niet gekwalificeerd                   | Niet gekwalificeerd                   | Niet gekwalificeerd                   |
| 2026                                  | Niet gekwalificeerd                   | Niet gekwalificeerd                   | Niet gekwalificeerd                   | Niet gekwalificeerd                   | Niet gekwalificeerd                   | Niet gekwalificeerd                   | Niet gekwalificeerd                   |                                       |

### Aziatisch kampioenschap
| Azië Cup overzicht | Azië Cup overzicht               | Azië Cup overzicht               | Azië Cup overzicht               | Azië Cup overzicht               | Azië Cup overzicht               | Azië Cup overzicht               | Azië Cup overzicht               | Azië Cup overzicht               |
| Jaar               | Ronde                            | Wed.                             | W                                | G                                | V                                | DV                               | DT                               | Kwal                             |
| ------------------ | -------------------------------- | -------------------------------- | -------------------------------- | -------------------------------- | -------------------------------- | -------------------------------- | -------------------------------- | -------------------------------- |
| 1964               | Niet gekwalificeerd              | Niet gekwalificeerd              | Niet gekwalificeerd              | Niet gekwalificeerd              | Niet gekwalificeerd              | Niet gekwalificeerd              | Niet gekwalificeerd              | Niet gekwalificeerd              |
| 1968               | Niet gekwalificeerd              | Niet gekwalificeerd              | Niet gekwalificeerd              | Niet gekwalificeerd              | Niet gekwalificeerd              | Niet gekwalificeerd              | Niet gekwalificeerd              | Niet gekwalificeerd              |
| 1972               | Derde                            | 5                                | 0                                | 3                                | 2                                | 6                                | 9                                | (Kwal.)                          |
| 1976               | Teruggetrokken (na kwalificatie) | Teruggetrokken (na kwalificatie) | Teruggetrokken (na kwalificatie) | Teruggetrokken (na kwalificatie) | Teruggetrokken (na kwalificatie) | Teruggetrokken (na kwalificatie) | Teruggetrokken (na kwalificatie) | Teruggetrokken (na kwalificatie) |
| 1980               | Niet gekwalificeerd              | Niet gekwalificeerd              | Niet gekwalificeerd              | Niet gekwalificeerd              | Niet gekwalificeerd              | Niet gekwalificeerd              | Niet gekwalificeerd              | Niet gekwalificeerd              |
| 1984               | Niet gekwalificeerd              | Niet gekwalificeerd              | Niet gekwalificeerd              | Niet gekwalificeerd              | Niet gekwalificeerd              | Niet gekwalificeerd              | Niet gekwalificeerd              | Niet gekwalificeerd              |
| 1988               | Niet gekwalificeerd              | Niet gekwalificeerd              | Niet gekwalificeerd              | Niet gekwalificeerd              | Niet gekwalificeerd              | Niet gekwalificeerd              | Niet gekwalificeerd              | Niet gekwalificeerd              |
| 1992               | Groepsfase                       | 3                                | 0                                | 2                                | 1                                | 1                                | 5                                | (Kwal.)                          |
| 1996               | Groepsfase                       | 3                                | 0                                | 0                                | 3                                | 2                                | 13                               | (Kwal.)                          |
| 2000               | Groepsfase                       | 3                                | 0                                | 2                                | 1                                | 2                                | 4                                | (Kwal.)                          |
| 2004               | Groepsfase                       | 3                                | 0                                | 0                                | 3                                | 1                                | 9                                | (Kwal.)                          |
| 2007               | Groepsfase                       | 3                                | 1                                | 1                                | 1                                | 3                                | 5                                |                                  |
| 2011               | Niet gekwalificeerd              | Niet gekwalificeerd              | Niet gekwalificeerd              | Niet gekwalificeerd              | Niet gekwalificeerd              | Niet gekwalificeerd              | Niet gekwalificeerd              | Niet gekwalificeerd              |
| 2015               | Niet gekwalificeerd              | Niet gekwalificeerd              | Niet gekwalificeerd              | Niet gekwalificeerd              | Niet gekwalificeerd              | Niet gekwalificeerd              | Niet gekwalificeerd              | Niet gekwalificeerd              |
| 2019               | Achtste finale                   | 4                                | 1                                | 1                                | 2                                | 4                                | 7                                | (Kwal.)                          |
| 2023               | Achtste finale                   | 4                                | 1                                | 2                                | 1                                | 3                                | 2                                | (Kwal.)                          |

### Zuidoost-Azië Cup
| Zuidoost-Azië Cup overzicht | Zuidoost-Azië Cup overzicht | Zuidoost-Azië Cup overzicht | Zuidoost-Azië Cup overzicht | Zuidoost-Azië Cup overzicht | Zuidoost-Azië Cup overzicht | Zuidoost-Azië Cup overzicht | Zuidoost-Azië Cup overzicht | Zuidoost-Azië Cup overzicht |
| Jaar                        | Ronde                       | Wed.                        | W                           | G                           | V                           | DV                          | DT                          |                             |
| --------------------------- | --------------------------- | --------------------------- | --------------------------- | --------------------------- | --------------------------- | --------------------------- | --------------------------- | --------------------------- |
| 1996                        | Kampioen                    | 6                           | 5                           | 1                           | 0                           | 18                          | 3                           |                             |
| 1998                        | Vierde                      | 5                           | 2                           | 2                           | 1                           | 10                          | 10                          |                             |
| 2000                        | Kampioen                    | 5                           | 5                           | 0                           | 0                           | 15                          | 3                           |                             |
| 2002                        | Kampioen                    | 5                           | 2                           | 2                           | 1                           | 13                          | 7                           |                             |
| 2004                        | Groepsfase                  | 4                           | 2                           | 1                           | 1                           | 13                          | 4                           |                             |
| 2007                        | Tweede                      | 7                           | 3                           | 3                           | 1                           | 10                          | 4                           |                             |
| 2008                        | Tweede                      | 7                           | 5                           | 1                           | 1                           | 16                          | 4                           |                             |
| 2010                        | Groepsfase                  | 3                           | 0                           | 2                           | 1                           | 3                           | 4                           |                             |
| 2012                        | Tweede                      | 7                           | 5                           | 1                           | 1                           | 14                          | 6                           |                             |
| 2014                        | Kampioen                    | 7                           | 5                           | 1                           | 1                           | 17                          | 6                           |                             |
| 2016                        | Kampioen                    | 7                           | 6                           | 0                           | 1                           | 13                          | 4                           |                             |
| 2018                        | Halve finale                | 6                           | 3                           | 3                           | 0                           | 17                          | 5                           |                             |
| 2020                        | Kampioen                    | 4                           | 6                           | 2                           | 0                           | 18                          | 3                           |                             |
| 2022                        | Kampioen                    | 8                           | 5                           | 2                           | 1                           | 19                          | 5                           |                             |
| 2024                        | Tweede                      | 8                           | 5                           | 0                           | 3                           | 25                          | 12                          |                             |

## FIFA-wereldranglijst[5]
| 1993 | 1994 | 1995 | 1996 | 1997 | 1998 | 1999 | 2000 | 2001 | 2002 | 2003 | 2004 | 2005 | 2006 | 2007 | 2008 | 2009 | 2010 | 2011 | 2012 | 2013 | 2014 | 2015 | 2016 | 2017 | 2018 |
| ---- | ---- | ---- | ---- | ---- | ---- | ---- | ---- | ---- | ---- | ---- | ---- | ---- | ---- | ---- | ---- | ---- | ---- | ---- | ---- | ---- | ---- | ---- | ---- | ---- | ---- |
| 69   | 85   | 77   | 57   | 54   | 45   | 60   | 61   | 61   | 66   | 60   | 79   | 111  | 137  | 121  | 126  | 105  | 120  | 122  | 136  | 146  | 142  | 133  | 126  | 130  | 118  |

## Huidige selectie
De volgende 26 spelers waren opgeroepen voor de Aziatisch kampioenschap 2023.
Caps en goals per 30 januari 2024, na de wedstrijd tegen Oezbekistan.
| №           | Naam                          | Wed. | Dlpnt. | Club                       |
| ----------- | ----------------------------- | ---- | ------ | -------------------------- |
| Doel        |                               |      |        |                            |
| 1           | Siwarak Tedsungnoen           | 33   | 0      | Buriram United             |
| 20          | Saranon Anuin                 | 1    | 0      | Chiangrai United           |
| 23          | Patiwat Khammai               | 9    | 0      | Bangkok United             |
| Verdediging |                               |      |        |                            |
| 2           | Santiphap Channgom            | 3    | 0      | BG Pathum United           |
| 3           | Theerathon Bunmathan          | 101  | 7      | Buriram United             |
| 4           | Elias Dolah                   | 16   | 1      | Bali United                |
| 12          | Nicholas Mickelson            | 10   | 1      | Odense BK                  |
| 16          | Jakkapan Praisuwan            | 12   | 1      | BG Pathum United           |
| 17          | Pansa Hemviboon               | 44   | 6      | Buriram United             |
| 21          | Suphanan Bureerat             | 18   | 1      | Port                       |
| 26          | Suphan Thongsong              | 13   | 0      | Bangkok United             |
| Middenveld  |                               |      |        |                            |
| 5           | Kritsada Kaman                | 32   | 0      | BG Pathum United           |
| 6           | Sarach Yooyen                 | 79   | 6      | BG Pathum United           |
| 7           | Supachok Sarachat             | 32   | 8      | Hokkaido Consadole Sapporo |
| 8           | Picha Autra                   | 9    | 0      | Muangthong United          |
| 11          | Bordin Phala                  | 41   | 6      | Port                       |
| 13          | Jaroensak Wonggorn            | 11   | 0      | Muangthong United          |
| 14          | Rungrath Poomchantuek         | 7    | 0      | Bangkok United             |
| 18          | Weerathep Pomphan             | 29   | 0      | Bangkok United             |
| 19          | Pathompol Charoenrattanapirom | 24   | 1      | Port                       |
| 22          | Channarong Promsrikaew        | 14   | 1      | Chonburi                   |
| 24          | Worachit Kanitsribampen       | 17   | 2      | Port                       |
| 25          | Peeradon Chamratsamee         | 21   | 2      | Buriram United             |
| Aanval      |                               |      |        |                            |
| 9           | Supachai Chaided              | 35   | 7      | Buriram United             |
| 10          | Suphanat Mueanta              | 17   | 6      | OH Leuven                  |
| 15          | Teerasak Poeiphimai           | 9    | 0      | Port                       |

## Bondscoaches
- Bijgewerkt tot en met de Zuidoost-Azië Cup tegen Vietnamees (2–3) op 5 januari 2025.

| Naam                       | Van  | Tot  | Duels | W  | G  | V  |
| -------------------------- | ---- | ---- | ----- | -- | -- | -- |
| Pratiab Thesvisarn         | 1965 | 19?? | ?     | ?  | ?  | ?  |
| Günther Glomb              | 1968 | 19?? | ?     | ?  | ?  | ?  |
| Peter Schnittger           | 1976 | 1978 | ?     | ?  | ?  | ?  |
| Werner Bickelhaupt         | 1979 | 19?? | ?     | ?  | ?  | ?  |
| Prawit Chaisam             | 1981 | 19?? | ?     | 2  | 3  | ?  |
| Yanyong Na Nongkhai        | 1983 | 19?? | ?     | 2  | 3  | ?  |
| Burkhard Ziese             | 1985 | 1986 | ?     | ?  | ?  | ?  |
| Carlos Roberto             | 1989 | 1991 | ?     | ?  | ?  | ?  |
| Peter Stubbe               | 1992 | 1994 | ?     | 6  | 2  | 1  |
| Worawit Sumpachanyasathit  | 1994 | ?    | 2     | 3  | ?  | ?  |
| Arjhan Srong-ngamsub       | 1996 | 1996 | 15    | 9  | 3  | 3  |
| Thawatchai Sartjakul       | 1996 | 1996 | ?     | ?  | ?  | ?  |
| Dettmar Cramer             | 1997 | 1997 | ?     | ?  | ?  | ?  |
| Withaya Laohakul           | 1997 | 1998 | 24    | 10 | 9  | 5  |
| Peter Withe                | 1998 | 2002 | 101   | 46 | 25 | 30 |
| Carlos Roberto             | 2003 | 2004 | 13    | 6  | 2  | 5  |
| Chatchai Paholpat          | 2004 | 2004 | 8     | 2  | 1  | 5  |
| Sigfried Held              | 2004 | 2005 | 11    | 4  | 4  | 3  |
| Charnwit Polcheewin        | 2005 | 2008 | 39    | 18 | 11 | 10 |
| Peter Reid                 | 2008 | 2009 | 15    | 8  | 4  | 3  |
| Bryan Robson               | 2009 | 2011 | 18    | 7  | 4  | 7  |
| Winfried Schäfer           | 2011 | 2013 | 27    | 13 | 6  | 8  |
| Surachai Jaturapattarapong | 2013 | 2013 | 5     | 2  | 0  | 3  |
| Kiatisuk Senamuang         | 2014 | 2017 | 24    | 14 | 5  | 5  |
| Milovan Rajevac            | 2017 | 2019 | 20    | 8  | 7  | 5  |
| Sirisak Yodyardthai        | 2019 | 2019 | 7     | 2  | 1  | 4  |
| Akira Nishino              | 2019 | 2021 | 11    | 2  | 5  | 4  |
| Alexandré Pölking          | 2021 | 2023 | 37    | 21 | 8  | 8  |
| Masatada Ishii             | 2023 |      | 22    | 10 | 6  | 6  |